# Partij voor de Dieren
Partij voor de Dieren (în română Partidul pentru Animale, abreviat PvdD) este un partid politic din Țările de Jos, care își propune să proteje drepturile animalelor și bunăstarea acestora. Acest partid nu își propune să ajungă la guvernare, ci doar să influențeze celelalte formațiuni în luarea deciziilor.

## Istorie
Partij voor de Dieren a fost fondat la data de 28 octombrie 2002 de Marianne Thieme.
În anul următor a participat la alegerile generale și a obținut 50.000 de voturi (0,5%), dar acest rezultat nu a fost suficient pentru a avea un mandat în Camera Reprezentanților. La alegerile pentru Parlamentul European din 2004, partidul a obținut de trei ori mai multe voturi, dar nici de această dată nu a fost suficient.
Înaintea alegerilor generale din 2006, diferite personalități olandeze precum Maarten 't Hart și Jan Wolkers și-au exprimat susținerea pentru PvdD. Astfel, formațiunea politică a reușit să câștige două locuri în Parlamentul Țărilor de Jos.
În anul 2010 partidul a participat pentru prima dată la alegerile locale și a obținut câte un mandat de consilier municipal în fiecare din cele cinci localități unde a candidat (Amsterdam, Apeldoorn, Buren, Haga, Groningen en Leiden).

## Rezultate electorale

### Camera Reprezentanților
| An electoral | Voturi  | %         | Mandate | +/– | Rezultat |
| ------------ | ------- | --------- | ------- | --- | -------- |
| 2003         | 47.754  | 0,5 (#10) | 0 / 150 |     | Opoziție |
| 2006         | 179.988 | 1,8 (#9)  | 2 / 150 | 2 ▲ | Opoziție |
| 2010         | 122.317 | 1,3 (#10) | 2 / 150 | 0 ▬ | Opoziție |
| 2012         | 182.162 | 1,9 (#9)  | 2 / 150 | 0 ▬ | Opoziție |
| 2017         | 335.214 | 3,1 (#9)  | 5 / 150 | 3 ▲ | Opoziție |

### Parlamentul European
| An electoral | Voturi  | %         | Mandate | +/– |
| ------------ | ------- | --------- | ------- | --- |
| 2004         | 153.432 | 3,22 (#9) | 0 / 27  |     |
| 2009         | 157.735 | 3,46 (#9) | 0 / 25  | 0 ▬ |
| 2014         | 200.254 | 4,21 (#9) | 1 / 26  | 1 ▲ |
| 2019         | 220.938 | 4,02 (#8) | 1 / 26  | 1 ▲ |

## Legături externe
- Website Oficial
- Website Internațional
- Website Oficial al Organizației de Tineret - PINK!